# Comuna de Żmudź
Żmudź (polaco: Gmina Żmudź) é uma gminy (comuna) na Polónia, na voivodia de Lublin e no condado de Chełmski. A sede do condado é a cidade de Żmudź.
De acordo com os censos de 2004, a comuna tem 3461 habitantes, com uma densidade 25,5 hab/km².

## Área
Estende-se por uma área de 135,83 km².

## Demografia
Dados de 30 de Junho 2004:
|                      | Total   | Total | Mulheres | Mulheres | Homens  | Homens |
| -------------------- | ------- | ----- | -------- | -------- | ------- | ------ |
|                      | pessoas | %     | pessoas  | %        | pessoas | %      |
| População            | 3461    | 100   | 1765     | 51       | 1696    | 49     |
| Densidade (pop./km²) | 25,5    | 100   | 13       | 13       | 12,5    | 12,5   |

De acordo com dados de 2002, o rendimento médio per capita ascendia a 1385,61 zł.